# Araceli Banyuls
Araceli Banyuls i Martínez (Beniopa, 1944 – 9 de mayo de 2025) fue una cantautora valenciana vinculada a la Nova Cançó, considerada una de sus voces más representativas en el País Valencià durante los años setenta.
Tras pasar tres años en un convento, se trasladó a Barcelona, donde estudió Enfermería y se introdujo en el mundo artístico en contacto con figuras como Lluís Llach y Maria del Mar Bonet. Fue finalista del primer concurso Promoció de Noves Veus y participó en el espectáculo Una de barrets, junto a Llorenç y Pep Torres y Toni Llobet.
En 1975 grabó No deixeu podrir-se el blat y en 1978 publicó su primer álbum, Adés i ara (Auvi), producido por Albert Moraleda, con canciones propias, populares y textos de Vicent Andrés Estellés, Joan Timoneda y Joan Colomines. Su tema "No vull tindre penediment" se incluyó en el recopilatorio La Nova Cançó (Avui, 1978), y en 1981 participó en 20 anys de cançó al País Valencià (Edigsa).
En 1987 publicó Grocs i blaus (Tecnograsa), con composiciones líricas, una canción de cuna y un texto de Joan Costa. También desarrolló una actividad musical dirigida al público infantil, como el disco Un día para la esperanza, y se dedicó a la pintura y la literatura. En 2007 publicó Música, ecologia i colors con el sello Picap.
Fue homenajeada por el ayuntamiento de Gandia en 2017 con motivo del Día de la Mujer. El Col·lectiu Ovidi Montllor la destacó como una de las pioneras de la música en catalán en el País Valencià.